# Hello Goodbye (Lied)
Hello Goodbye ist ein Lied der Band Secret Discovery, das die Gruppe 1996 als Single zu ihrem fünften Album A Question of Time veröffentlichte. Es entwickelte sich zu einem Clubhit.

## Hintergrund und Veröffentlichungen
Das Stück Hello Goodbye entstand in der Ausarbeitung des fünften Studioalbums A Question of Time. Nach der Veröffentlichung des Albums Wasted Dreams schloss die Gruppe einen Vertrag mit Gun Records. Finanziert durch den neuen Partner arbeitete die Gruppe an dem Album A Question of Time. Den Text von Hello Goodbye schrieb der Sänger Kai Hoffmann, die Musik schrieb die Band gemeinschaftlich. Zur Aufnahme des Stücks bestand Secret Discovery neben dem Sänger und dessen Bruder, den Gitarristen Falk Hoffman aus dem Bassisten Mathias Glathe, dem Schlagzeuger Lars Graebe sowie den weiteren Gitarristen Jürgen Scholz und Michael Gusky. Die Aufnahmen fanden im Principal Studio in Senden statt. Die Produktion, Technik und Abmischung übernahmen Heri Reipöler und Jörg Umbracht. Gemastert wurde das Stück im Studio Nord in Bremen. Die Single erschien über Gun Records und BMG Music Publishing mit den Katalognummern GUN 084 und 74321 34410 2. Ein zugehöriges Video zeigt die Band bei Auftritten sowie in einem Verließ.

## Erfolg und Rezeption
Die Single verzeichnete keinen Charterfolg. Hello Goodbye gilt dennoch als „Hymne“, „Hitsingle“ und „Klassiker“ der Band. In der Zeit der Veröffentlichung erfuhr Hello Goodbye allerdings auch scharfe Kritik. In einer Albumbesprechung für das Magazin Visions hieß es, dass die „gequälten Kamellen wie ‚Hello Goodbye‘ […] nicht mal unter die Rubrik Standard“ fallen würden. An anderer Stelle wurde das Stück für „Eingängigkeit und intelligente Songwritingkunst auf gehobenem Niveau“ gelobt. Noch Jahre später wurde das Stück als Teil des Live-Repertoire der Gruppe vom Publikum frenetisch gefeiert.

## Musik und Text
Das Stück wird dem Dark Rock zugerechnet. Hello Goodbyse wurde im 4/4-Takt und im Grundton Cis-Dur bei einem Tempo von 165 BpM geschrieben. Das dynamische Stück gilt mit den Wechseln von harschen Strophen und dem explosiven sowie melodischen Refrain als besonders energiegeladen.
Hello Goodbys ist ein als Ansprache verfasstes Trennungslied. Das lyrische Ich schildert in den Strophen die subjektive Unzufriedenheit und den Wunsch nach Freiheit während die angesprochene Person ihm Liebe entgegenbringt. Im repetitiv vorgetragenen Refrain äußert das lyrische Ich den Trennungswunsch.

„Hello, hello I’m gonna leave, leave you.

I want to say goodbye to you.“

## Titellisten Singleversion
1. Hello Goodbye (Single-Version): 3:20
2. Small World: 3:46
3. Hello Goodbye (Album-Version): 4:24